# 肖運洪
肖运洪，男，湖北洪湖人，中共黨員丶政治人物丶軍事人物丶中国人民解放军少将军衔。
歷任中国人民解放军總參軍訓與兵種部干部丶广西军區司令员丶廣州軍區副參謀長等   